# 遠山向人
遠山 向人（とおやま こうと、1983年〈昭和58年〉1月19日 - ）は、日本のプロバスケットボール指導者。北海道旭川市出身。役職はヘッドコーチ。B.LEAGUE・熊本ヴォルターズ所属。

## 経歴
旭川工業高校卒業。札幌大学では4年連続でインカレに出場を果たし、4年次には全日本学生選抜北海道選抜の主将も務める。さらに北海道学生バスケットボール連盟強化委員長も兼任した。
卒業後の2005年、オーエスジーにバスケットボール部マネージャーとして入社。
2008年にbjリーグへ転籍し、「浜松・東三河フェニックス」となると、アシスタントコーチに就任。2009-10シーズンにはbjリーグ初優勝。
2010年、新規参入球団・宮崎シャイニングサンズの初代ヘッドコーチに就任。bjリーグHCとしては最年少の27歳で就任となる。2011-12シーズンまでの2シーズン指揮を執り、成績は2シーズンともウェスタン8位だった。
2012年6月、琉球ゴールデンキングスヘッドコーチに就任。2012-13シーズン、ウェスタンカンファレンスで1位となったが、プレイオフ・カンファレンスセミファイナルで敗れて退団。
2013年6月、新規参入チームのバンビシャス奈良の初代ヘッドコーチに就任。2013-14シーズンはウェスタン9位。
2014年6月、滋賀レイクスターズと2015-16シーズンまでの2年契約を結び、ヘッドコーチに就任。
2017年オフ、滋賀と契約満了、名古屋ダイヤモンドドルフィンズのアソシエイトヘッドコーチに就任。
2020年オフ、名古屋と契約満了、琉球ゴールデンキングスのアシスタントコーチに就任。
2021年オフ、琉球と契約満了、熊本ヴォルターズのアシスタントコーチに就任。
2022年8月、ドナルド・ベックの指導者養成コーチへの転任により熊本ヴォルターズのヘッドコーチに就任。レギュラーシーズンを35勝25敗（勝率0.583）、西地区3位（全体5位）で終え、プレーオフ進出を決めるもクオーターファイナルで敗れる。
2023年オフ、熊本との契約を継続。「観る人が感動したり、子供たちが喜んだり、皆さんの心が動く美しいチームを目指す」よう尽力するとしたが、プレシーズンゲームから選手の負傷・離脱が相次ぎ、レギュラーシーズンは順位こそ前季と同じ西地区3位（全体5位）だったが、前季を下回る33勝27敗(勝率0.55）にとどまった。プレーオフへの進出はなったが、クオーターファイナルでいずれも100失点を喫し大敗した。
2024年6月、ジェフリー・ヒロナカのHC就任に伴い熊本のアシスタントコーチに就任。12月、ヒロナカの辞任をうけてHCに就任した。交代後の勝率は６割を超え、ワイルドカード下位に滑り込みプレーオフ進出は果たしたが、クオーターファイナルで連敗しB1昇格を逃した。翌シーズンはリーグ規定により昇降格が停止されているため、熊本の自力によるB1昇格の可能性は消滅した。
2025年6月、熊本との契約を継続。

## 特徴
- 試合中、味方選手がリングへアタックする際に遠山が発する「エンワン」という叫び声は、試合の中継映像においてさえ明瞭に聞き取ることが出来るほどの音量であるが、この声が熊本ヴォルターズのブースター（ファン）において好評を博し、2021-2022シーズンには遠山のイラストを用いた「エンワンメガホン」という応援グッズが販売された。
- 2021-22シーズン、遠山の発案で商品化された「DB」（Coach Don Beck、ベックHCを指す）グッズは、遠山本人のラフスケッチからデザインが起こされている。